# Centrale électrique de Vaires-sur-Marne
 (novembre 2017).
La centrale électrique de Vaires-sur-Marne est une centrale thermique à fioul léger située sur le territoire de la commune de Vaires-sur-Marne en Seine-et-Marne. Elle était auparavant une centrale à charbon.

## Histoire
Elle faisait partie du parc thermique à flamme des sites de production EDF.
Aujourd'hui, l'ancienne centrale a été déconstruite et le site comporte trois Turbines à combustion (TAC) d'une puissance unitaire de 185 MW soit 555 MW correspondant à la consommation d'une ville de 500 000 habitants. Les deux premières ont été mises en service à la mi-novembre 2008 et la troisième en octobre 2009. Elles ne fonctionnent que lors des pics de demandes (quelques semaines par an — moins de 500 heures). Ces turbines peuvent être démarrées très vite (moins de 30 minutes) et avec une grande fiabilité. Le fioul est acheminé par voie ferrée.

## Nouvelles activités sur le site
EDF mène depuis 2003 des études avec la commune de Vaires-sur-Marne, puis la communauté d'agglomération de Marne-et-Chantereine pour implanter une zone d'activités.
EDF a vendu du terrain à la commune de Vaires-sur-Marne pour la réalisation de son centre technique municipal et a également construit de nouveaux bureaux pour y installer les sièges du Centre de post-exploitation et du Centre d'exploitation des turbines à combustion :
Le Centre de post-exploitation (CPE) et le Centre d'exploitation des turbines à combustion (CETAC)créé en 2005, le CPE est la première structure de ce type spécifiquement destinée à la gestion des sites des anciennes centrales thermiques, ainsi que des réserves foncières. Sa mission est de valoriser le patrimoine industriel et foncier d'EDF afin de préparer dans les meilleures conditions son utilisation future. Le site de Vaires-sur-Marne offre, à ce titre, plusieurs exemples illustrant l'implication d'EDF en faveur de la valorisation du patrimoine et de l'environnement.
Un mur de cendres comme nichoir à hirondelles EDF a réhabilité l'ancien parc à cendres et créé en limite de site un mur de cendres. Situé en bordure des voies ferrées, ce mur de cendres permet d'amortir le bruit généré par le trafic ferroviaire. Il permet également aux hirondelles de rivage, espèce protégée, d'y nicher pendant la période de nidification.
Une frayère à poissons Remise en état en 2006, la frayère à poissons est régulièrement entretenue et fait l'objet d'un nettoyage annuel. Cette initiative, rendue de plus en plus difficile par les nombreux bétonnages réalisés au sein des rivières, est menée dans le but de préserver un lieu de reproduction pour les brochets.
Une roselière À l'arrêt de l'ancienne centrale en 2005, la roselière a été conservée pour préserver un lieu naturel de nidification.